# Jason Miller (acteur)
Pour les articles homonymes, voir Jason Miller et Miller.
Jason Miller, nom de scène de John Anthony Miller Jr., né le 22 avril 1939 dans le quartier de Queens à New York et mort le 13 mai 2001 à Scranton (Pennsylvanie), est un dramaturge et acteur américain. Il remporte le prix Pulitzer de l'œuvre théâtrale et le Tony Award de la meilleure pièce pour sa pièce de théâtre That Championship season, et est nommé à l'Oscar du meilleur acteur dans un second rôle pour son rôle du père Damien Karras dans le film L'Exorciste (1973), qu'il reprend dans L'Exorciste, la suite (1990). Il refuse ensuite le rôle principal dans Taxi Driver de Martin Scorsese pour tourner The Nickel Ride de Robert Mulligan. Il devient ensuite directeur artistique du théâtre publique de Scranton en Pennsylvanie où That Championship Season avait été joué.

## Biographie
Miller est né John Anthony Miller Jr. dans le Queens à New York de Mary Claire (née Collins), institutrice, et John Anthony Miller Sr., électricien,. Son ascendance est principalement Catholique irlandais, avec un peu d'allemand.
Sa famille déménage à Scranton en 1941, où Miller fait ses études au lycée St. Patrick et à l'université jésuite, où il obtient un diplôme en anglais et en philosophie. Il fréquente ensuite l'université catholique d'Amérique de Washington dans la faculté d'élocution et d'art dramatique. Bien qu'Associated Press ait rapporté après son décès qu'il y avait obtenu une maîtrise, Miller avait affirmé qu'on lui avait demandé de quitter l'école avant d'obtenir un diplôme « pour ne jamais avoir assisté aux cours, n'avoir jamais passé d'examens et n'avoir jamais ramené les filles à leur dortoir après 22 heures ». Pendant cette période, il enseigne le théâtre et l'anglais au Archbishop Carroll High School (en).
Il remporte un grand succès avec sa pièce That Championship Season qui lui vaut le prix Pulitzer de l'œuvre théâtrale en 1972 et le Tony Award de la meilleure pièce en 1973. Le réalisateur William Friedkin voit cette pièce et lui déclare combien il l'a aimé. Il discute avec lui et lui dit qu'il est actuellement en pleine préparation de l'adaptation au cinéma du roman L'Exorciste de William Peter Blatty. Jason Miller s'empresse alors de lire le livre et rappelle William Friedkin une semaine plus tard pour lui dire qu'il correspond parfaitement au rôle du père Damien Karras. Malheureusement, la production a déjà signé un contrat avec l'acteur Stacy Keach pour le rôle. Miller insiste cependant pour faire un essai même si le rôle est déjà pris. William Friedkin, qui ne comprend pas l'intérêt, finit par accepter pour lui faire plaisir. Il fait le trajet de New York à Los Angeles sur ses propres fonds et passe un essai filmé avec l'actrice Ellen Burstyn. Ils font la scène où la mère de la fille possédée rencontre le prêtre pour demander un exorcisme, puis Miller parle de sa vie, avant de jouer un prêtre récitant la messe. Le lendemain, en regardant le résultat, William Friedkin est convaincu qu'il est idéal pour le rôle. Il appelle le producteur John Calley pour insister de l'embaucher malgré le fait qu'il soit un inconnu. Devant son insistance, le producteur finit par accepter et Stacy Keach reçoit son salaire complet avant d'être remplacé. Cette première incursion au cinéma est une réussite puisque Jason Miller est salué par la critique et qu'il est nommé à l'Oscar du meilleur acteur dans un second rôle en 1974.
Fort de cette nouvelle reconnaissance, il est choisi par Martin Scorsese pour le rôle principal de Taxi Driver qu'il refuse au profit de The Nickel Ride de Robert Mulligan.
Finalement, il n'a pas la carrière promise par sa nomination aux Oscars, il est davantage sollicité par la télévision que par le cinéma avec lequel il ne retrouve jamais le succès commercial et l'estime de son premier film. Quand William Peter Blatty, le romancier à l'origine de l'histoire de l'Exorciste, passe derrière la caméra, il se souvient de l'acteur et l'appelle pour son film La Neuvième Configuration en 1980.
En 1982, Jason Miller adapte sa pièce de théâtre That Championship Season et dispose d'une distribution prestigieuse avec Robert Mitchum et Martin Sheen dans les premiers rôles. C'est son seul et unique film en tant que réalisateur.
En 1990, William Peter Blatty le rappelle pour la suite du premier L'Exorciste : L'Exorciste, la suite, qui n'a pas le succès du premier.
Sa fin de carrière est plutôt anecdotique, puisqu'il apparaît dans des productions mineures avant de s'éteindre à 62 ans des suites d'une attaque cardiaque.

### Vie privée
Jason Miller est le père de l'acteur Jason Patric (mère : Linda Miller, née Gleason) et de Joshua John Miller (mère : Susan Bernard).

## Filmographie

### Séries télévisées
- 1978 : Un privé dans la nuit (en) (The Dain Curse) (mini-série) : Owen Fitzstephan
- 1987 : Brigade de nuit (épisode : All the King's Horses) : Officier Jack Narin

### Téléfilms
- 1975 : Le Combat de ma mère (A Home of Our Own) : Père William Wasson
- 1976 : F. Scott Fitzgerald in Hollywood (en) : F. Scott Fitzgerald
- 1979 : Vampire : John Rawlins
- 1980 : The Henderson Monster : Dr Tom Henderson
- 1980 : Marilyn, une vie inachevée (Marilyn: The Untold Story) de Jack Arnold et John Flynn : Arthur Miller
- 1981 : The Best Little Girl in the World (en) : Clay Orlovsky
- 1984 : L'ombre d'un scandale (A Touch of Scandal) : Garrett Locke
- 1987 : Prise au piège (en) (Deadly Care) : Dr Miles Keefer
- 1999 : That Championship Season

### Cinéma
- 1973 : L'Exorciste : Père Damien Karras
- 1974 : The Nickel Ride : Cooper
- 1976 : Les Crocs du diable (El Perro) d'Antonio Isasi-Isasmendi : Aristides Ungria
- 1977 : L'Avocat du diable : Dr. Meyer
- 1978 : The Dain Curse (en) : Owen Fitzstephan
- 1980 : La Neuvième Configuration (The Ninth Configuration) de William Peter Blatty : Lieutenant Frankie Reno
- 1982 : That Championship Season
- 1982 : Monsignor : Don Vito Appolini
- 1984 : A Touch of Scandal
- 1984 : Toy Soldiers (en) : Sarge
- 1984 : Terreur dans la salle (Terror in the Aisles)
- 1987 : Deadly Care (en) : Dr. Miles Keefer
- 1987 : Light of Day : Benjamin Rasnick
- 1990 : L'Exorciste, la suite (The Exorcist III) de William Peter Blatty : Patient X
- 1992 : Small Kill : Mikie
- 1993 : Rudy : Ara Parseghian
- 1995 : Murdered Innocence : Détective Rollins
- 1995 : Mommy (en) : Lieutenant March
- 1998 : The Eternal: Kiss of the Mummy
- 1998 : Trance : The Doctor
- 2000 : Slice
- 2002 : Paradox Lake (en)
- 2003 : Finding Home (en) : Lester Brownlow

## Théâtre
- Nobody Hears a Broken Drum (1970)
- Lou Gehrig Did Not Die Of Cancer (1971)
- That Championship Season (1972)
- Barrymore's Ghost (2000)
- Three One-Act Plays (1973)